# José Ezquerra Bergés
José Ezquerra Bergés   (Vinaceite, 25 de juny de 1880 - Barcelona, 17 d'agost de 1965) va ser un important activista aragonès en pro del moviment en favor dels cecs, així com un actiu membre del moviment esperantista.

## Biografia
José Ezquerra va perdre la seva capacitat visual als 13 anys. El 1905 va fundar la Real Associació Espanyola en favor dels cecs. El 1931 va crear la Federación Hispánica de Ciegos, la qual va presidir fins a 1938. També va ser president de l'ONCE, entre 1945 i 1959. Va ser fundador de moltes revistes per a invidents, que es van publicar en llengua castellana en sistemes negre i braille, com "El Amigo del Ciego" o "Relieves". També va ser el creador i primer director de la impremta del Cupó Pro Cecs que emetia (i segueix emetent) l'ONCE. Va representar a Espanya en nombroses assemblees internacionals i va ser delegat del Consell Mundial del sistema Braille per a tots els països de parla castellana.
Pel que fa a la seva faceta d'esperantista, José Ezquerra va aprendre la llengua auxiliar internacional esperanto el 1907 i des de llavors va ser un actiu membre del moviment esperantista. Va fundar la Secció Esperantista de Cecs a la Hispana Esperanto-Federacio (Federació Espanyola d'Esperanto) i en va ser el primer president. La seva influència com a home públic va contribuir a eliminar dificultats en tots dos moviments en la complicada època de després de la Guerra Civil. Va publicar gramàtiques d'esperanto en braille i va traduir moltes obres a aquest sistema. A nivell internacional, José Ezquerra va ser una personalitat important de la Universala Asocio de Blindaj Esperantistoj, posteriorment la Ligo Internacia de Blindaj Esperantistoj (Associació Internacional d'Esperantistes Cecs). Va ser amic d'importants esperantistes cecs, com Joseph Kreitz o el guitarrista espanyol Baldomero Zapater.
El 15 de maig de 1987 (festa local de San Isidro Labrador) el poble de Vinaceite li va dedicar un carrer: l'Avinguda José Ezquerra Bergés, on està situat l'ajuntament de la localitat.